# Jean Lesueur
Jean Gustave Louis Lesueur (Dieppe, 24 giugno 1910 – Ispagnac, 27 agosto 1969) è stato un tennista francese.

## Carriera
Nella stagione 1933 raggiunse la finale del doppio a Monte Carlo e a Roma perdendo la prima e vincendo la seconda in coppia con André Martin-Legeay. Ai campionati Internazionali di Sicilia 1935 disputò la finale sia del singolare che del doppio maschile e doppio misto ma ne uscì sconfitto in tutti e tre gli incontri.
Nei tornei dello Slam raggiunse gli ottavi di finale al Roland Garros nel 1931 e 1937, in quest'ultima occasione venne squalificato in quanto si presentò in ritardo sul campo centrale. Vanta due quarti di finale nel doppio maschile sempre sulla terra rossa parigina nel biennio 1936-37.
Per la maggior parte della carriera fu offuscato dai moschettieri riuscendo ad esordire in nazionale nel 1938.